# La Coudre (Deux-Sèvres)
La Coudre ist eine Ortschaft im französischen Département Deux-Sèvres in der Region Nouvelle-Aquitaine. Die vormals eigenständige Gemeinde wurde mit Wirkung vom 1. Januar 2016 mit Argenton-les-Vallées, Le Breuil-sous-Argenton, La Chapelle-Gaudin, Moutiers-sous-Argenton und Ulcot zur Commune nouvelle Argentonnay zusammengelegt. Sie hat seither den Status einer Commune déléguée mit 217 Einwohnern (Stand 1. Januar 2022). Nachbarorte sind Argenton-les-Vallées im Norden, Bressuire im Osten, Saint-Aubin-du-Plain im Süden, Voultegon (vormaliger Berührungspunkt) im Südwesten und Saint-Clémentin im Westen.

## Bevölkerungsentwicklung
| Jahr      | 1962 | 1968 | 1975 | 1982 | 1990 | 1999 | 2008 | 2013 |
| --------- | ---- | ---- | ---- | ---- | ---- | ---- | ---- | ---- |
| Einwohner | 231  | 223  | 199  | 190  | 190  | 189  | 229  | 242  |

## Sehenswürdigkeiten
- Kirche Saint-Hilaire